# مردع (روستا)
مردع به عربی ( مردع )، روستایی است در دهستان اتام از توابع استان
```
ذَمار
 در کشور 
یمن
 در 
شبه جزیره عربستان
.
```

## جمعیت
جمعیت آن (۷۰) نفر (۷ خانوار) می‌باشد.